# 铜川文庙
35°06′35″N 109°05′43″E / 35.10972°N 109.09528°E
铜川文庙位于中国陕西省铜川市印台区铜川市第一中学院内，现仅存大成殿。2003年被列为第四批陕西省文物保护单位。
铜川旧称同官县，1946年改称铜川。文庙始建于宋，元遭兵燹，明洪武八年（1375年）重建，宣德年间重修，万历及清康熙、乾隆、光绪年间多次修葺，1941年在文庙内设县立初级中学。原有棂星门、泮池、戟门、献殿、大成殿等建筑，现仅存大成殿，面阔五间（19.5米），进深三间（13.2米），单檐歇山顶。另存有清碑三通。